# Idioma amal
El idioma amal o alai es una lengua de Papúa Nueva Guinea, hablada en las regiones del río Wagana cercanas a su confluencia con el arroyo Wanibe, en las provincias de Sepik Oriental y Sandaun. Se corresponde a la subfamilia lingüística de lenguas iwam, dentro de las del Alto Sepik, en el hilo de lenguas del Sepik de la familia Sepik-Ramu. Según los datos de 2003 del Instituto Lingüístico tenía una población de 830 hablantes. Su código ISO 639-3 asignado es el aad.

## Pronombres
LOs pronombres personales son:
|   | sg  | pl   |
| - | --- | ---- |
| 1 | ŋan | nut  |
| 2 | in  | kun  |
| 3 | may | ilum |

## Cognados
Algunos cognados del amal con otras lenguas del Sepik son:
- tal ‘mujer’
- yan ‘niño’
- lal ‘lengua’ < proto-Sepik *ta(w)r
- mi ‘pecho’ < proto-Sepik *muk
- waplo ‘hígado’
- nip ‘sangre’
- yen ‘huevo’
- ak ‘casa’

Foley (2018) notes that there appears to be somewhat more lexical similarities between Amal and the Tama languages, but does not consider them to form a group with each other.

### Vocabulario
El siguiente vocabulario básico del Amal proviene de Laycock (1968), tal como es citado en el Trans-New Guinea database:
| GLOSA     | Amal    |
| --------- | ------- |
| 'cabeza'  | makələ  |
| 'oreja'   | marj    |
| 'ojo'     | nai     |
| 'nariz'   | yimeʔ   |
| 'diente'  | pu      |
| 'lengua'  | lal     |
| 'piernoa' | lü      |
| 'piojo'   | ŋin     |
| 'perro'   | wun     |
| 'pájaro'  | yok     |
| 'huevo'   | yen     |
| 'sangre'  | niːp    |
| 'hueso'   | nəŋolak |
| 'piel'    | puːk    |
| 'pecho'   | m       |
| 'árbol'   | piːt    |
| 'hombre'  | wul     |
| 'mujer'   | tal     |
| 'sol'     | mwak    |
| 'luna'    | yimal   |
| 'agua'    | iːp     |
| 'fuego'   | waː     |
| 'piedra'  | tipal   |
| 'dos'     | kila    |